# Pholia
Pholia là một chi chim trong họ Sturnidae.